# کریستوفر خازنی
کریستوفر خازنی (زاده ۲۵ ژوئن ۱۹۹۵)، بازیکن فوتبال ایرانی‌تبار اهل سوئد است که در نقش هافبک برای نورشوپینگ در لیگ برتر فوتبال سوئد بازی می‌کند.

## دوران باشگاهی
خازنی که گلزن ماهری در لیگ های پایین  بود؛ نخستین بازی خود در لیگ برتر فوتبال سوئد را در ۱۷ مه ۲۰۲۱ برای نورشوپینگ مقابل Varbergs BoIS انجام داد.